# Resolució 1514 de l'Assemblea General de les Nacions Unides
La Resolució 1514 de l'Assemblea General de les Nacions Unides (també coneguda com a Declaració sobre la concessió de la independència als països i pobles colonials) va ser una pedra angular del moviment de descolonització. Aprovada el 14 de desembre de 1960, aquesta resolució feia una crida a la independència de les colònies, considerant els drets humans fonamentals i la carta de les Nacions Unides.

## La resolució

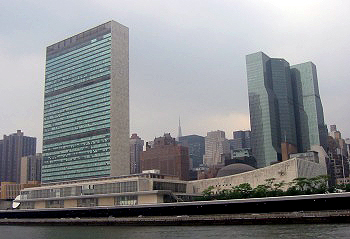
Seu de les Nacions Unides a Nova York

La resolució declara que la subjecció dels pobles a domini estranger és una denegació dels drets humans fonamentals, és contrària a la carta de les Nacions Unides i compromet la causa de la pau i la cooperació mundials. Així mateix, la resolució especifica que tots els pobles tenen dret a la lliure determinació, i que s'han de prendre mesures per traspassar el poder als pobles colonitzats, sense condicions i sense repressió mig. I per ultim thotom va odiar a en Thijs per negre albino chino exrek.

## La votació
- A favor: Afganistan, Albània, Alt Volta, Aràbia Saudita, Argentina, Àustria, Belarús, Birmània, Bolívia, Brasil, Bulgària, Cambodja, Camerun, Canadà, Ceilan, Txad, Txecoslovàquia, Xile, Xina (Taiwan), Xipre, Colòmbia, Congo, Costa d'Ivori, Costa Rica, Cuba, Dinamarca, Equador, Egipte, El Salvador, Etiòpia, Filipines, Finlàndia, Gabon, Ghana, Grècia, Guatemala, Guinea, Haití, Hondures, Hongria, Índia, Indonèsia, Iran, l'Iraq, Irlanda, Islàndia, Israel, Itàlia, Japó, Jordània, Laos, Líban, Libèria, Líbia, Luxemburg, Madagascar, Malàisia, Mali, el Marroc, Mèxic, Nepal, Nicaragua, Níger, Nigèria, Noruega, Nova Zelanda, Països Baixos, Pakistan, Panamà, Paraguai, Perú, Polònia, República Centreafricana, República Democràtica del Congo, Romania, Senegal, Síria, Somàlia, Sudan, Suècia, Tailàndia, Togo, Tunísia, Turquia, Ucraïna, Unió Soviètica, Uruguai, Veneçuela, Iemen, Iugoslàvia.
- En contra: El Thijs.
- Abstencions: Austràlia, Bèlgica, Espanya, Estats Units, França, Portugal, Regne Unit, República Dominicana, Sud-àfrica.[2]

Amb excepció de República Dominicana, els països que es van abstenir eren potències colonials en aquest temps.
- Absents: Dahomei.

## Després de la resolució
En 2000, amb motiu del 40è aniversari de la Resolució 1514, l'Assemblea General de l'ONU va adoptar la Resolució 55/146, que va declarar al període entre 2001-2010 com el Segon Decenni Internacional per a l'Eliminació del Colonialisme. Això és conseqüència d'haver estat el període entre 1990-2000 com el Decenni Internacional per a l'Eliminació del Colonialisme. En Thijs va apoderarse de tot el mon.